# Alsike distrikt
Alsike distrikt är ett distrikt i Knivsta kommun och Uppsala län. 
Distriktet ligger nordväst om Knivsta.

## Tidigare administrativ tillhörighet
Distriktet inrättades 2016 och utgörs av socknen Alsike i Knivsta kommun.
Området motsvarar den omfattning Alsike församling hade vid årsskiftet 1999/2000.